# OpenSkies
« The transatlantic airline, par excellence. »
OpenSkies (code AITA : LV ; code OACI : BOS) était une compagnie aérienne française, filiale de International Airlines Group.
La compagnie a été créée par British Airways à la suite de la signature de l'accord « ciel ouvert » entre l'Union européenne et les États-Unis (en), conclu en 2008, permettant aux compagnies aériennes européennes de desservir les États-Unis au départ de n'importe quelle ville d'Europe, quelle que soit leur nationalité. 
La dénomination anglaise de ce traité, treaty on open skies, a inspiré le nom de la compagnie. La nouvelle marque à bas coût de IAG « LEVEL » remplace définitivement OpenSkies à partir de septembre 2018 sur Orly-Ouest. OpenSkies continue néanmoins d'opérer les vols sous son certificat de transporteur aérien.
Apres des années de pertes, la compagnie décide de cesser ses opérations en juillet 2020.

## Historique

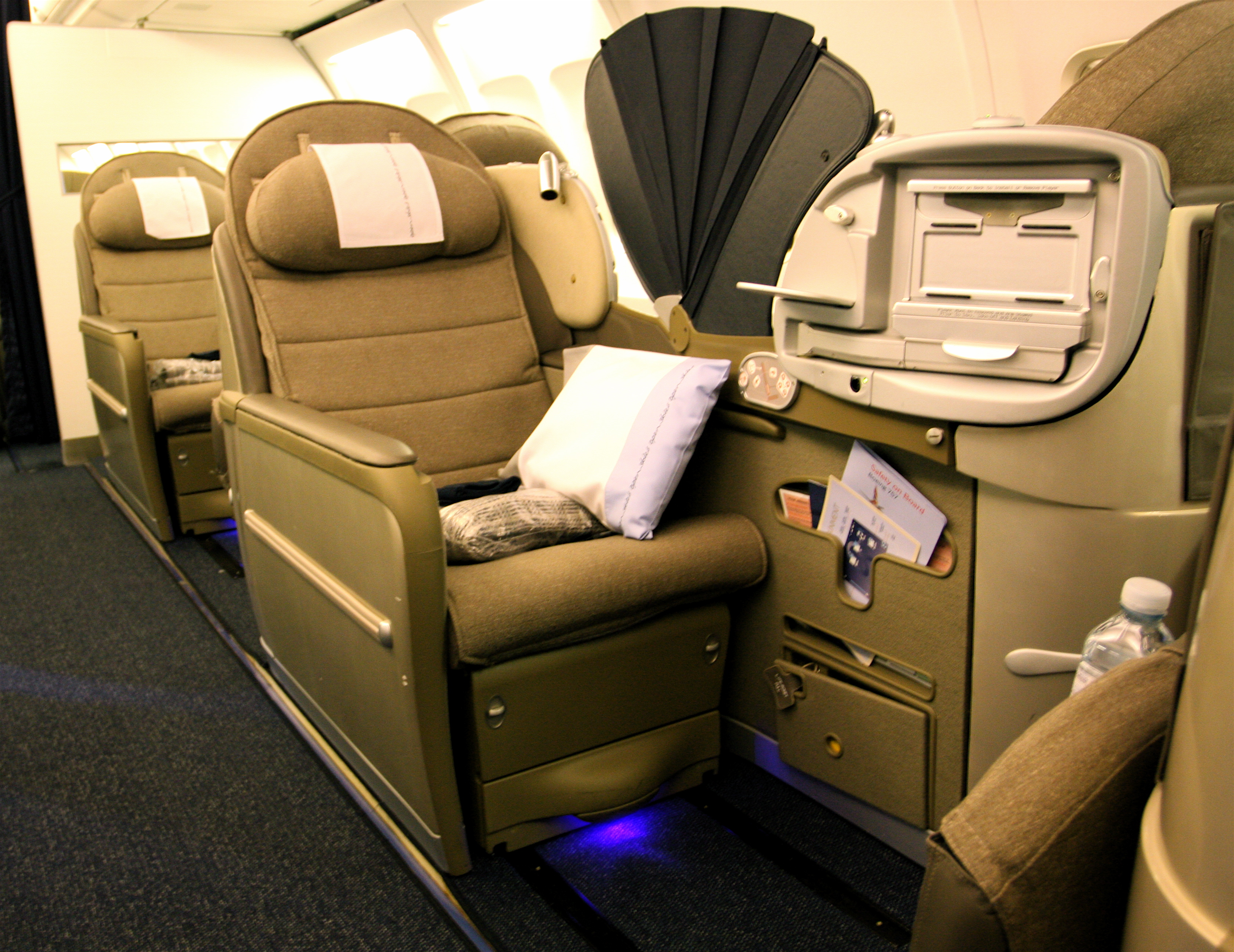
La cabine affaires BizBed en 2008.

Quand l'idée est lancée chez British Airways, le nom de code d'OpenSkies est « Project Lauren ». British Airways veut alors réduire sa forte concentration sur le hub de l'aéroport de Londres-Heathrow en assurant des vols entre les États-Unis et des grandes villes d'Europe continentale.
Le 19 juin 2008, OpenSkies effectue son tout premier vol, de Paris-Orly à New York-JFK.
Le 2 juillet 2008, British Airways annonce avoir racheté la compagnie L'Avion (Elysair) pour l'intégrer à OpenSkies. La marque « L'Avion » disparaîtra vers la fin du mois d'avril 2009
Le 31 juillet 2008, la compagnie annonce la suppression au 1er octobre de la classe « Economy », afin d'ajouter douze sièges de plus à la classe « Prem+ ».
Le 24 juillet 2009, la compagnie annonce l'arrêt de la desserte d'Amsterdam à compter du 16 août, pour raisons économiques.
Le 10 février 2010, OpenSkies annonce l'ouverture de la liaison Orly-Washington pour le 3 mai 2010.
Le 30 septembre 2011, OpenSkies annonce la fermeture temporaire de la liaison Orly-Washington au 28 octobre.
À partir de janvier 2012, OpenSkies obtient la certification IOSA, et intègre la coentreprise transatlantique créée entre American Airlines, British Airways et Iberia. Elle rajoute les codes AA et IB sur l'ensemble de ses vols (elle proposait déjà un code BA depuis la création de la compagnie en 2008.)
En février 2012, OpenSkies annonce le retour à son business model d'origine, la réintroduction d'une cabine économique à bord de ses avions, et une augmentation du nombre de ses sièges-lits en classe affaires, BizBed. La compagnie annonce aussi le lancement d'un nouveau service pour ses passagers de classe affaires, le Sleeper Service, qui permet aux passagers de diner dans un salon avant d'embarquer, pour pouvoir dormir pendant tout le vol vers Paris, avec pyjama, chaussons, couette et sur-matelas.
Le 19 juin 2012, la compagnie effectue son premier vol avec ses trois nouvelles cabines, la classe affaires BizBed (20 sièges), la classe économie de luxe Prem Plus (28 sièges) et la nouvelle classe économique Eco (66 sièges). Tous les passagers reçoivent sur chaque vol un iPad avec 70 heures de programmes pour les divertir pendant le vol.
Le 17 juillet 2012, OpenSkies change de terminal à Paris-Orly et déménage ses opérations d'Orly-Sud à Orly-Ouest, où elle rejoint British Airways et Iberia, compagnies du même groupe.
Le 1er décembre 2012, OpenSkies intègre l'alliance Oneworld.
Le 30 mars 2013, conformément à son annonce faite le 20 novembre 2012, la compagnie ajoute une troisième rotation quotidienne entre Paris-Orly et New York, desservant toutefois l'aéroport international John-F.-Kennedy et non pas celui de Newark.
Le 2 septembre 2018, le Boeing 767-300ER dédié à OpenSkies effectue son dernier vol Orly-Newark & marque ainsi la disparition d'OpenSkies au profit de LEVEL.

## Service
La rumeur courait que cette nouvelle compagnie n'opérerait des avions qu'en configuration exclusivement « Affaires », et que le premier vol opérerait sur la ligne John F. Kennedy International de New York - Paris Orly ; ce vol décollant de New York le 19 juin 2008. 
Cependant, la compagnie changea ses plans pour inclure une petite section de cinq rangées de sièges économiques, à l'arrière de l'appareil, en plus des sièges Premium Economy et Business Class (les sièges économiques seront plus tard enlevés en faveur de la cabine Premium Economy). Ceci diffère des stratégies des autres opérateurs existants en configuration « Affaires » volant de l'Europe aux États-Unis. 
British Airways avait remis en question la viabilité de compagnies exclusivement affaires après la mise en faillite de MAXjet (en) et d'Eos Airlines (en). La seconde ligne ouverte par Openskies au départ de New York fut Amsterdam ; les vols commencèrent le 15 octobre 2008.
À la suite du rachat de la compagnie L'Avion, l'aéroport de Newark est proposé comme une alternative à l'aéroport New York Kennedy, les vols de L'Avion étant effectués en partage de code avec OpenSkies jusqu'à la disparition complète de la marque « L'Avion », le 4 avril 2009.

## Destinations
| Ville    | Pays       | Aéroport                                           | Références |
| -------- | ---------- | -------------------------------------------------- | ---------- |
| New York | États-Unis | Aéroport international John-F.-Kennedy de New York |            |
| Newark   | États-Unis | Aéroport international Liberty de Newark           |            |
| Paris    | France     | Aéroport de Paris-Orly                             |            |
| Montreal | Canada     | Aéroport de P.-Eliott Trudeau                      |            |

Au cours de son histoire, OpenSkies a desservi les aeroports suivants :
- Aéroport international de New York - John-F.-Kennedy
- Aéroport international Liberty de Newark
- Aéroport international de Washington-Dulles

## Flotte

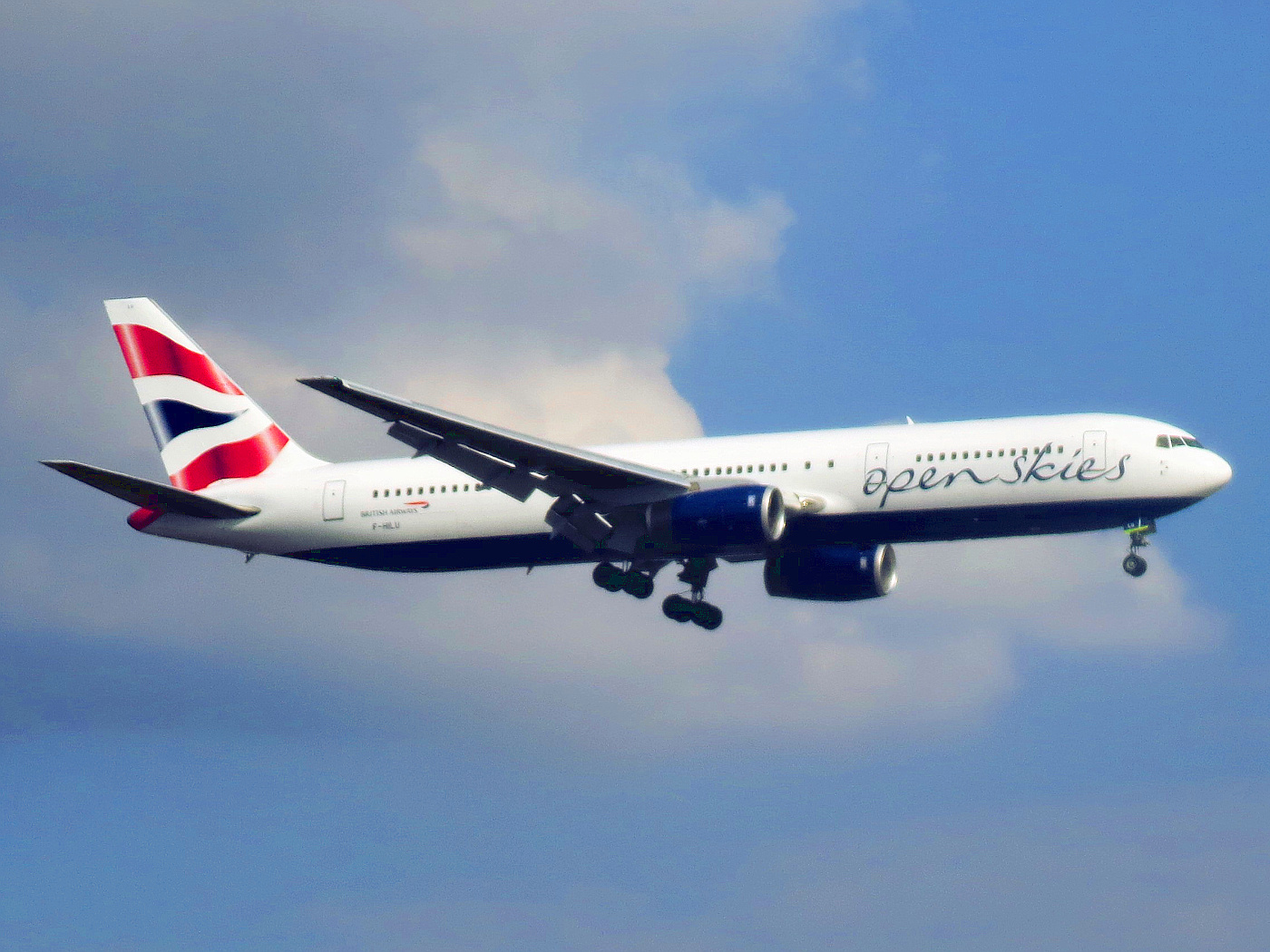
Le 767-300 aux couleurs d'Openskies, en approche finale à l'aéroport de Newark-Liberty.

OpenSkies n'a d'abord voulu opérer qu'un seul modèle d'avion, le Boeing 757-200. British Airways a transféré un de ses Boeing 757 pour le démarrage des opérations, puis un second au début du mois d'octobre 2008. Les 757 sont équipés de winglets pour une plus grande portance, une réduction de la consommation de carburant et des émissions de CO2.
Initialement, British Airways devait vendre d'autres Boeing 757-200 à OpenSkies, mais les perspectives d'évolution de la compagnie l'ont conduite à renoncer à cette transaction. La compagnie prévoyait initialement d'acquérir rapidement un total de six Boeing 757-200, pouvant ainsi relier à New York les villes de Milan, Francfort, Amsterdam, Madrid, Bruxelles et Rome.
La flotte de la compagnie comprend donc actuellement[Quand ?] trois appareils Boeing 757-200 et un Boeing 767-300 ER. Deux appareils sont équipés de moteurs Pratt & Whitney tandis qu'un autre est équipé de moteurs Rolls-Royce. Le quatrième appareil (un avion issu de la flotte de British Airways) a été cédé à la compagnie aérienne Privatair qui l'exploite pour le compte de la société congolaise ECAir.
| Avion          | En service | Commandes | Passagers | Passagers | Passagers | Passagers | Notes                                  |
| Avion          | En service | Commandes | J         | W         | Y         | Total     | Notes                                  |
| -------------- | ---------- | --------- | --------- | --------- | --------- | --------- | -------------------------------------- |
| Boeing 757-200 | 3          | --        | 20        | 28        | 66        | 114       |                                        |
| Boeing 767-300 | 1          | 3         | 24        | 24        | 141       | 189       | Le premier a été livré le 19 août 2016 |
| Total          | 4          | 3         |           |           |           |           |                                        |